# 元明街道
元明街道，是中华人民共和国黑龙江省七台河市勃利县下辖的一个乡镇级行政单位。

## 行政区划
元明街道下辖以下地区：
镇安社区和康华社区。